# Тура
Тура (слч. Turá) насељено је мјесто са административним статусом сеоске општине (слч. obec) у округу Љевице, у Њитранском крају, Словачка Република.

## Становништво
| Година:    | 1994. | 2004.   | 2014.   | 2024.   |
| ---------- | ----- | ------- | ------- | ------- |
| Број људи: | 249   | 241     | 227     | 229     |
| Разлика:   |       | -3,21 % | -5,80 % | +0,88 % |

| Година:    | 2023. | 2024.   |
| ---------- | ----- | ------- |
| Број људи: | 231   | 229     |
| Разлика:   |       | -0,86 % |

Према подацима о броју становника из 2011. године насеље је имало 229 становника.